# Мас-да-Барбаранс
Мас-да-Барбаранс (кат. Mas de Barberans) — муніципалітет в Іспанії, у складі комарки Монтсіа в Каталонії. Він є частиною вільної асоціації муніципалітетів Таула-дель-Сеніа.

## Місцеві ремесла
Це місто розташоване біля підніжжя східного краю Порт-де-Тортоса-Безейт. Мешканці традиційно спеціалізувалися на плетінні та виготовленні кошиків із листя середземноморської віялової пальми, місцеві жителі називають paumes. Це листя збирали влітку на схилах гір Портс. Ця торгівля затихла в 1970-х роках.